# Agrypon schizurae
Agrypon schizurae är en stekelart som beskrevs av Dasch 1984. Agrypon schizurae ingår i släktet Agrypon och familjen brokparasitsteklar. Inga underarter finns listade i Catalogue of Life.